# Lophoptera stipata
Lophoptera stipata är en fjärilsart som beskrevs av Walker 1864. Lophoptera stipata ingår i släktet Lophoptera och familjen nattflyn. Inga underarter finns listade i Catalogue of Life.